# Estela de Davati

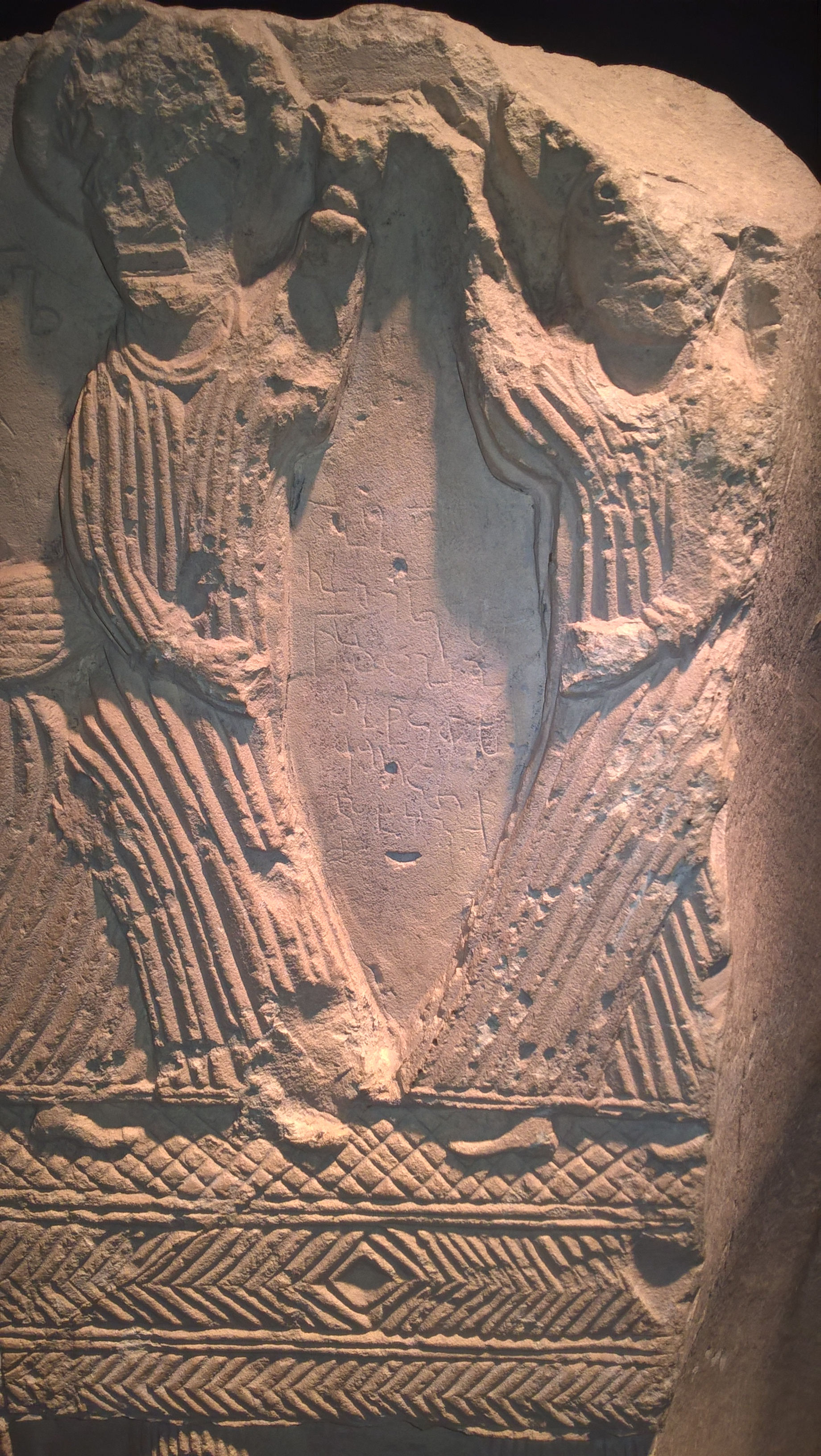

A estela de Davati (em georgiano: დავათის სტელა) é um artefato de pedra cristão precoce da zona montanhosa da Geórgia Oriental. É uma estela cruciforme, portando um baixo-relevo, que descreve os arcanjos Miguel e Gabriel como uma das inscrições mais antigas de asomtavruli, os primeiros escritos georgianos. Datada do século IV ou V, foi descoberta em 1985 numa pequena igreja da virgem na vila de Davati, nas terras altas da municipalidade de Ducheti.
O estudioso georgiano R. Ramishvili supõe que a combinação das letras კტწ corresponde o número 5320 (5000 + 300 + 20, analogos a კ [k] + ტ [t] + ჭ [č]), que pode denotar, segundo um antigo calendário georgiano, o ano 284 a.C., a data alegada quando o alfabeto georgiano foi criado, pela tradição histórica georgiana.